# 秋田県道319号雄和協和線
秋田県道319号雄和協和線（あきたけんどう319ごう ゆうわきょうわせん）は、秋田県秋田市を起点として、大仙市に至る一般県道である。

## 概要
起点から秋田スカイドーム北を通り、秋田空港の北側から東側へ回り込むように路線が通る。秋田空港の南東の交点で秋田県道326号秋田空港東線と合流、左折（県道326号からは直進）し、終点国道341号交点に至る。

### 路線データ
- 総延長 : 9.986 km[2]
- 実延長 : 9.986 km[2]
- 起点 : 秋田県秋田市雄和椿川字奥椿岱194番1地先（中央公園交差点、秋田県道61号秋田御所野雄和線交点）[3]北緯39度37分31.62秒 東経140度11分40.73秒
- 終点 : 秋田県大仙市協和中淀川字中村前田表13番1地先（国道341号交点）[3]北緯39度34分36.9秒 東経140度15分49.9秒
- 未供用区間 : なし[2]

## 歴史
- 1995年（平成7年）4月1日 - 秋田県道に認定される[3]。

## 路線状況

### 冬期閉鎖区間
- なし[4]

### 交通不能区間
- なし[5]

## 地理

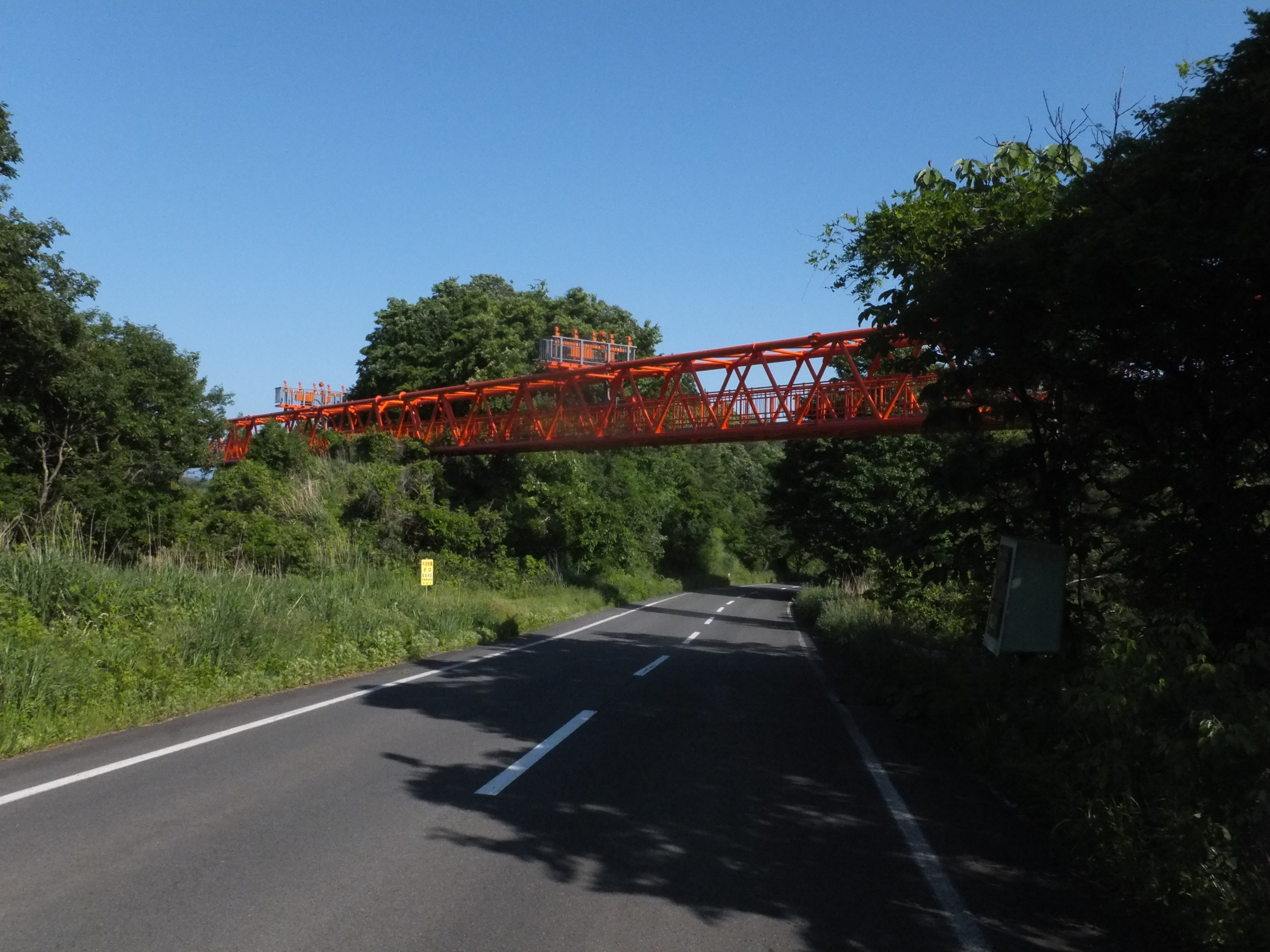
秋田空港への進入灯が県道319号を横切っている（秋田市雄和平尾鳥）

### 通過する自治体
- 秋田市 - 大仙市

### 交差する道路
| 施設名                    | 接続路線名                                  | 備考          | 所在地                                                        |
| ------------------------- | ------------------------------------------- | ------------- | ------------------------------------------------------------- |
| 中央公園交差点 椿台ランプ | 秋田県道61号秋田御所野雄和線 あきたびライン | 起点          | 秋田市雄和椿川字奥椿岱                                        |
|                           | 出羽丘陵広域農道                            |               | 秋田市雄和平尾鳥字善知鳥                                      |
|                           | 秋田県道326号秋田空港東線                   | 県道326号終点 | 秋田市雄和平尾鳥字中山北緯39度35分54.88秒 東経140度14分25.5秒 |
|                           | 国道341号                                   | 終点          | 大仙市協和中淀川字中村前田表                                  |

### 沿線の施設など
- 国際教養大学
- 秋田県立中央公園
  - 陸上競技場
- 秋田空港（滑走路側、ターミナルビルには県道326号経由）